# Autopista MacArthur

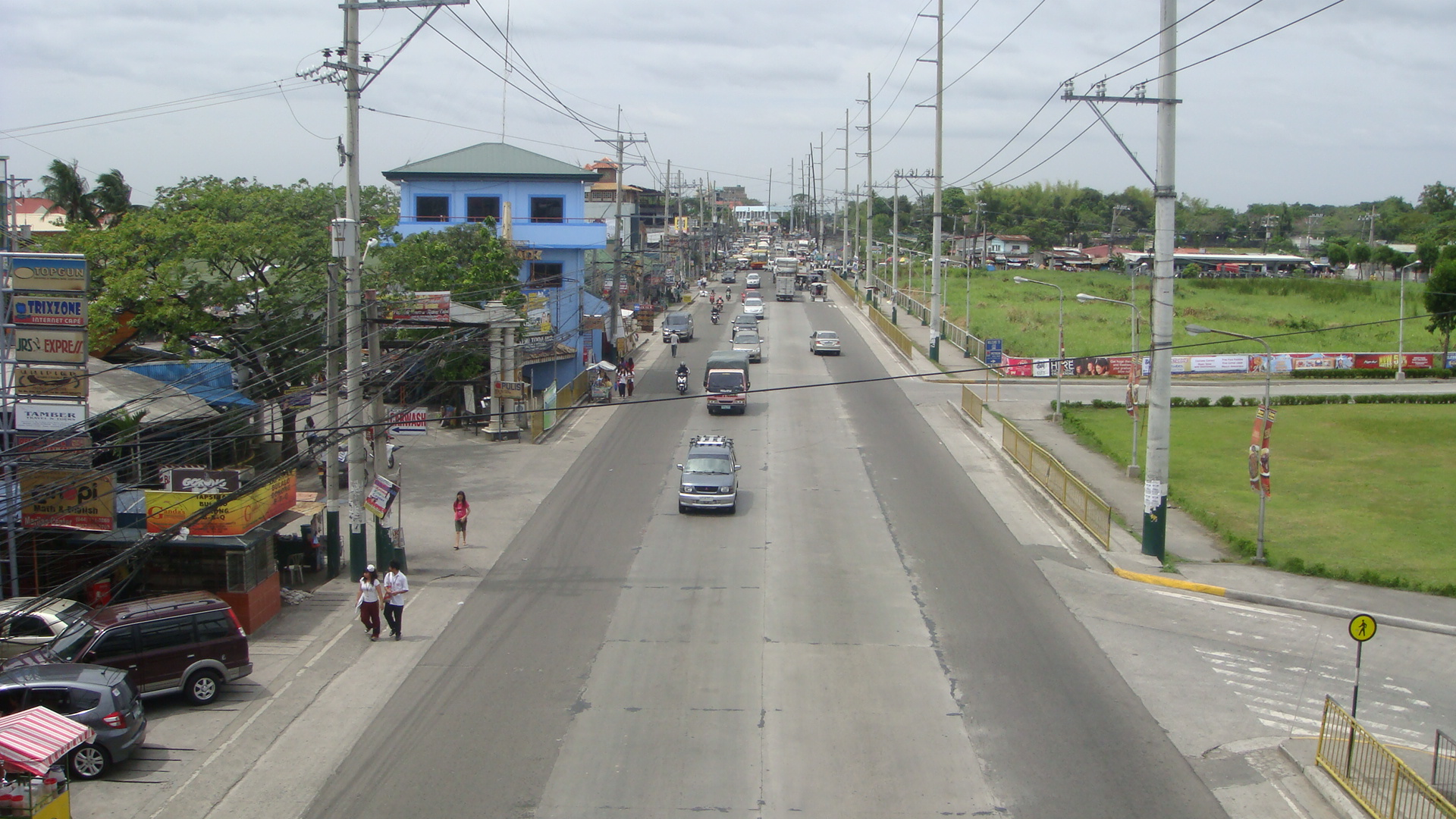
Autopista MacArthur en la pueblo de Marilao, Bulacán.

La Autopista MacArthur (R-9), antes de Manila North Road, es una carretera situada en la isla de Luzón en Filipinas que partiendo del Monumento Bonifacio en la ciudad de Caloocán llega hasta la provincia de La Unión, pasando por Metro Manila (Caloocan, Malabón y Valenzuela), las provincias de Luzón Central (Bulacán, Pampanga y Tarlac) y la Región de Ilocos (Pangasinán, La Unión, Ilocos Sur y Ilocos Norte).
La carretera lleva el nombre de militar estadounidense  Arthur MacArthur, Jr. que fuera Gobernador General de Filipinas entre los años 1900 y 1901 durante al ocupación estadounidense de Filipinas. Fue MacArthur quien autoriza la expedición que dio  captura del a Emilio Aguinaldo.